# Stapeldiagram

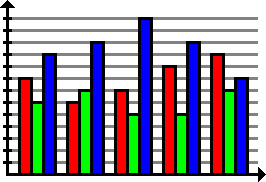
Ett stapeldiagram

Stapeldiagram är en diagramtyp som genom höjden på staplarna visar olika faktorers värden.
Stapeldiagrammet har bredare bas på staplarna än stolpdiagrammet. Dock ska det vara ett mellanrum mellan dem till skillnad från histogrammet.